# Хорс
Хорс (д.-рус. Хърсъ) — друга назва бога Сонця; його відмінність від Дажбога не встановлена, можливо, він його син; як великий бог Сонця згадується у «Слові о полку Ігоревім»; у Володимировому (Київському) пантеоні стоїть поруч з іншими головними богами язичницької пори.

## Літописи про Хорса
У «Повісті минулих літ» Хорс присутній у списку серед 6-и богів, яким Володимир велів встановити ідолів.
Хорса згадують серед головних божеств: «…Трояна, Хорса, Велеса, Перуна на боги обратіша», «вірують в Перуна і в Хорса…», «Слово о тім, яко погани суще язици кланялися ідолам, мнящі боги многі, Перуна і Хорса». Хорс часто фігурує поряд з Перуном. Вони обидва вважались небесними божествами.
Хорс згадується в апокрифі «Ходження Богородиці по муках», «Слові Христолюбця», у «Бесіді трьох святителів», «Легенді про доньку Шана» подніпровських болгар.
У «Повісті минулих літ» розповідається, що зображення Хорса стояло в Києві на пагорбі серед найголовніших богів. А автор «Слова о полку Ігоревім» пише, що Всеслав Полоцький, перетворившись у вовка, перебігав дорогу великому Хорсові. «Всеслав князь людем судяше, князем гради рядяше, а сам в ніч вовком рыскаше; з Києва дорискаше до кур Тмутороканя, великому Хорсови вовком путь прерыскаше».
Культ Хорса був настільки популярним, що не згас з появою християнства. В апокрифічному пам'ятнику «Ходіння Богородиці по муках» записано: «Хорса, Велеса, Перуна на боги звернула».

## Трактування образу
У «Слові і об'явленні святих апостолів» пропонується версія, що Хорс, як і решта язичницьких богів, був людиною, царем Кіпру.
Думки дослідників про роль Хорса суперечливі та неодностайні. Збіг його імені з іранськими xvar («ореол»), xor, xores, xorsid, xurset («променисте сонце») та індійськими hara, haras («вогонь») дає підстави вважати, що божество запозичене в іранських народів.
На підставі згадки Хорса в «Слові о полку Ігоревім» в історії про князя-перевертня Всеслава більшість дослідників переконані, що Хорс є солярним божеством.
Однак Александер Брюкнер та Вітторе Пізані вбачали у фрагменті алюзію до місяця. Вітторе Пізані, нагадавши про міфологічний зв'язок вовкулацтва з місяцем, припустив, що в цьому фрагменті йдеться про рух Хорса зі сходу на захід уночі — в час, коли Всеслав пробігав із півночі на південь і назад. Александр Брюкнер припустив можливість походження імені «Хорс» від праслов'янського кореня *krsь, наявного в польському слові wycharsły («виснажений»). Це могло пояснити алюзію до місяця, який регулярно «худне». Таким чином Хорс уособлює місяць і виступає парою сонцю в образі Дажбога. Отже, він таки сяяв, але лише місячним світлом.
Підтримує лунарність божества також російській релігієзнавець Андрій Бєсков. Він порівнює цю пару з божественними близнюками-протилежностями Ашвінами.
Версія про місячне божество-чоловіка узгоджується з припущенням Е. Гаспаріні та Лева Фробеніуса, що слов'янський світ, на відміну від Західної Європи, належить до євроазіатської зони, що характеризувалася культом місяця як символу чоловічої статевої сили.